# Stanisław Domarski
Stanisław Domarski (ur. 8 lutego 1958 w Rzeszowie) – polski muzyk, saksofonista i flecista jazzowy.

## Rodzina
Małżonka Iwona, wokalistka z dyplomem u prof. Aleksandra Bardiniego, dzieci Dominika (1984), Filip (1990), Karol (1991), rodzice Marian i Maria.

## Kariera zawodowa
W 1975 absolwent Państwowej Szkoły Muzycznej I stopnia i 1981 Państwowej szkoły Muzycznej II stopnia. Saksofonista sopranowy, altowy, tenorowy, barytonowy oraz flecista jazzowy. Od roku 1978 obecny na rzeszowskiej scenie muzycznej, członek wielu formacji, m.in. Jazzgotu, Skyline, Studia Form Dźwiękowych, Novo Group, New Corporation, The End, Moment Evolution, Latino Jazz Brothers, Antyquariat Jazz Group, L.S.D. (Lenert, Serafin, Domarski) i Nova Grupa; Współpracował również z Oratorium Ernesta Bryla i Włodzimierza Korcza - "Woła nas Pan" oraz "Kto się odda w radość".
Jeden z pionierów jazzu w woj. podkarpackim, od lat prowadzi swój zespół jazzowy "Domarski Quartet", gospodarz pierwszego stałego klubu jazzowego organizującego tzw. "Czwartki Jazzowe" z udziałem muzyków lokalnych i czołówki krajowej. Obecnie współpracuje z zespołem Buen Camino.

## Szczególne osiągnięcia
Kilkakrotny udział w Spotkaniach Wokalistów Jazzowych w Zamościu, współpraca z zespołem WueN "Wesołe Nutki" (m.in. 2001 występ dla papieża Jana Pawła II), udział w Festiwalu Opole '90, dojście z zespołem The End do finału festiwalu "Marlboro Rock In '93", Człowiek Roku 2002 w kategorii "Kultura" w plebiscycie "Laur Nowin". W roku 2012 otrzymał podziękowania z rąk Prezydenta Miasta Rzeszowa oraz wojewody i marszałka województwa podkarpackiego za szczególny wkład w rozwój kulturalny regionu.

## Publikacje
Od roku 1993 brał udział w nagraniu ponad 35 wydanych płyt, m.in. płyty zespołu Moment Evolution wydawanej w Austrii, Szwajcarii, Holandii, Belgii, Wielkiej Brytanii i USA.

## Odznaczenia i nagrody
Dwukrotne miejsce na liście 10 najlepszych polskich saksofonistów i flecistów, raz w gronie najlepszych zespołów (z grupą Moment Evolution) w plebiscycie "Jazz Forum The European Jazz Magazine". Znajduje się w renomowanej encyklopedii "Who Is Who" wydawanej w 10 krajach. 